# Asia League Ice Hockey 2003/04
Die Saison 2003/04 war die erste Spielzeit der Asia League Ice Hockey, der höchsten ostasiatischen Eishockeyspielklasse. Meister wurden zum ersten Mal überhaupt in der Vereinsgeschichte die Nippon Paper Cranes.

## Modus
In der Regulären Saison absolvierte jede der fünf Mannschaften insgesamt 16 Spiele. Der Erstplatzierte nach der Regulären Saison wurde Meister. Für einen Sieg nach regulärer Spielzeit erhielt jede Mannschaft drei Punkte, bei einem Sieg nach Overtime zwei Punkte, bei einem Unentschieden und einer Niederlage nach Overtime gab es einen Punkt und bei einer Niederlage nach der regulären Spielzeit null Punkte.

## Reguläre Saison

### Tabelle
|    | Klub                   | Sp | S  | OTS | U | OTN | N  | Tore  | Punkte |
| -- | ---------------------- | -- | -- | --- | - | --- | -- | ----- | ------ |
| 1. | Nippon Paper Cranes    | 16 | 13 | 0   | 0 | 0   | 3  | 80:49 | 39     |
| 2. | Kokudo Ice Hockey Club | 16 | 12 | 0   | 0 | 1   | 3  | 78:36 | 37     |
| 3. | Anyang Halla           | 16 | 5  | 1   | 0 | 0   | 10 | 45:86 | 17     |
| 4. | Ōji Eagles             | 16 | 5  | 0   | 2 | 0   | 9  | 55:58 | 17     |
| 5. | Nikkō Ice Bucks        | 16 | 2  | 0   | 2 | 0   | 12 | 38:67 | 8      |

Sp = Spiele, S = Siege, U = Unentschieden, N = Niederlagen, OTS = Overtime-Siege, OTN = Overtime-Niederlage, SOS = Penalty-Siege, SON = Penalty-Niederlage

### ALIH-Meister
| ALIH-Meister Nippon Paper Cranes | Torhüter: Jiro Nihei Verteidiger: Daisuke Haratake, Isamu Ishiguro, Hiroaki Kobayashi, Shinji Kishibe, Hideyuki Osawa, Joel Oshiro Dyck, Hiroyasu Tohda Angreifer: Shiro Ishiguro, Masatoshi Itō, Hiroo Iizuka, Matt Kabayama, Ryan Kuwabara, Darcy Mitani, Taro Nihei, Hiroshi Satō, Masashi Sato, Motoaki Takeuchi, Shinjiro Tsuji, Yu Yamano Cheftrainer: |